# Gimnastică la Jocurile Olimpice de vară din 2024

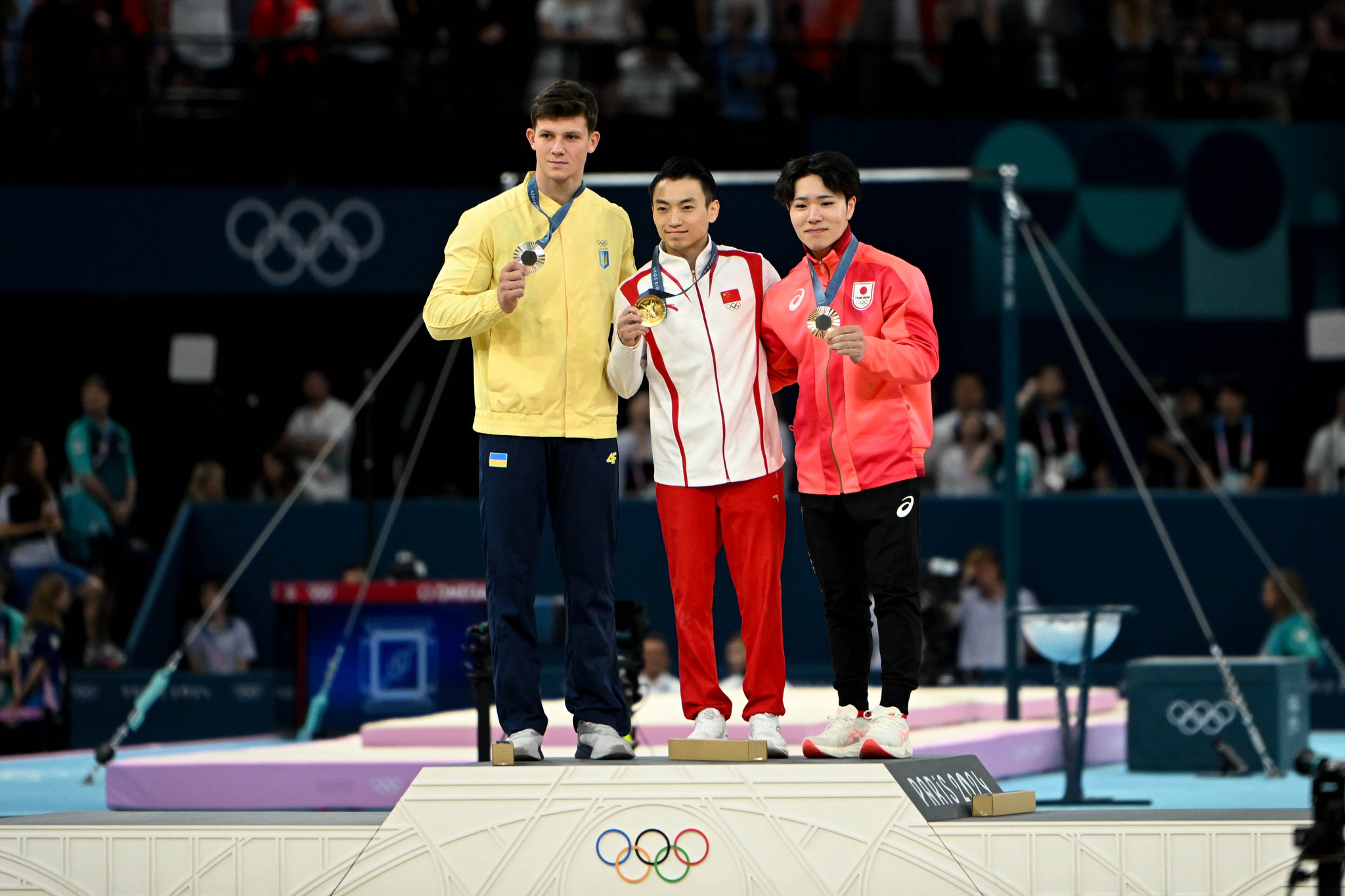
Medaliați la paralele

Trei discipline de gimnastică s-au desfășurat la Jocurile Olimpice de vară din 2024: gimnastică artistică, gimnastică ritmică și trambulină. Probele de gimnastică artistică și trambulină au avut loc la Arena Accor din Paris, iar cele de gimnastică ritmică la Arena Porte de la Chapelle între 27 iulie și 10 august 2024.

## Medaliați

### Gimnastică artistică

#### Masculin
| Probă                     | Aur                                                                                         | Argint                                                                   | Bronz                                                                                                  |
| Echipe compus detalii     | Japonia · Daiki Hashimoto · Kaya Kazuma · Shinnosuke Oka · Takaaki Sugino · Wataru Tanigawa | China · Liu Yang · Su Weide · Xiao Ruoteng · Zhang Boheng · Zou Jingyuan | Statele Unite ale Americii · Asher Hong · Paul Juda · Brody Malone · Stephen Nedoroscik · Fred Richard |
| Individual compus detalii | Shinnosuke Oka · Japonia (JPN)                                                              | Zhang Boheng · China (CHN)                                               | Xiao Ruoteng · China (CHN)                                                                             |
| Sol detalii               | Carlos Edriel Yulo · Filipine (PHI)                                                         | Artem Dolgopyat · Israel (ISR)                                           | Jake Jarman · Marea Britanie (GBR)                                                                     |
| Cal cu mânere detalii     | Rhys McClenaghan · Irlanda (IRL)                                                            | Nariman Kurbanov · Kazahstan (KAZ)                                       | Stephen Nedoroscik · Statele Unite ale Americii (USA)                                                  |
| Inele detalii             | Liu Yang · China (CHN)                                                                      | Zou Jingyuan · China (CHN)                                               | Eleftherios Petrounias · Grecia (GRE)                                                                  |
| Sărituri detalii          | Carlos Yulo · Filipine (PHI)                                                                | Artur Davtyan · Armenia (ARM)                                            | Harry Hepworth · Marea Britanie (GBR)                                                                  |
| Paralele detalii          | Zou Jingyuan · China (CHN)                                                                  | Illia Kovtun · Ucraina (UKR)                                             | Shinnosuke Oka · Japonia (JPN)                                                                         |
| Bară detalii              | Shinnosuke Oka · Japonia (JPN)                                                              | Ángel Barajas · Columbia (COL)                                           | Zhang Boheng · China (CHN)                                                                             |
| Bară detalii              | Shinnosuke Oka · Japonia (JPN)                                                              | Ángel Barajas · Columbia (COL)                                           | Tang Chia-hung · Taipeiul Chinez (TPE)                                                                 |

#### Feminin
| Probă                     | Aur                                                                                                | Argint                                                                                   | Bronz                                                                                       |
| Echipe compus detalii     | Statele Unite ale Americii · Simone Biles · Jade Carey · Jordan Chiles · Sunisa Lee · Hezly Rivera | Italia · Angela Andreoli · Alice D'Amato · Manila Esposito · Elisa Iorio · Giorgia Villa | Brazilia · Rebeca Andrade · Jade Barbosa · Lorrane Oliveira · Flávia Saraiva · Júlia Soares |
| Individual compus detalii | Simone Biles · Statele Unite ale Americii (USA)                                                    | Rebeca Andrade · Brazilia (BRA)                                                          | Sunisa Lee · Statele Unite ale Americii (USA)                                               |
| Sărituri detalii          | Simone Biles · Statele Unite ale Americii (USA)                                                    | Rebeca Andrade · Brazilia (BRA)                                                          | Jade Carey · Statele Unite ale Americii (USA)                                               |
| Paralele inegale detalii  | Kaylia Nemour · Algeria (ALG)                                                                      | Qiu Qiyuan · China (CHN)                                                                 | Sunisa Lee · Statele Unite ale Americii (USA)                                               |
| Sol detalii               | Rebeca Andrade · Brazilia (BRA)                                                                    | Simone Biles · Statele Unite ale Americii (USA)                                          | Ana Bărbosu · România (ROU)                                                                 |
| Bârnă detalii             | Alice D'Amato · Italia (ITA)                                                                       | Zhou Yaqin · China (CHN)                                                                 | Manila Esposito · Italia (ITA)                                                              |

### Gimnastică ritmică
| Probă                             | Aur                                                                          | Argint                                                                                 | Bronz                                                                                            |
| Echipe compus feminin detalii     | China · Guo Qiqi · Hao Ting · Huang Zhangjiayang · Wang Lanjing · Ding Xinyi | Israel · Ofir Shaham · Diana Svertsov · Adar Friedmann · Romi Paritzki · Shani Bakanov | Italia · Alessia Maurelli · Martina Centofanti · Agnese Duranti · Daniela Mogurean · Laura Paris |
| Individual compus feminin detalii | Darja Varfolomeev · Germania (GER)                                           | Boryana Kaleyn · Bulgaria (BUL)                                                        | Sofia Raffaeli · Italia (ITA)                                                                    |

### Trambulină
| Probă                                  | Aur                                | Argint                       | Bronz                          |
| Trambulină individual masculin detalii | Ivan Litvinovici (AIN)             | Wang Zisai · China (CHN)     | Yan Langyu · China (CHN)       |
| Trambulină individual feminin detalii  | Bryony Page · Marea Britanie (GBR) | Vialeta Bardzilouskaia (AIN) | Sophiane Méthot · Canada (CAN) |

## Clasament pe medalii
| Loc   | Țară                       | Aur | Argint | Bronz | Total |
| ----- | -------------------------- | --- | ------ | ----- | ----- |
| 1     | China                      | 3   | 6      | 3     | 12    |
| 2     | Statele Unite ale Americii | 3   | 1      | 5     | 9     |
| 3     | Japonia                    | 3   | 0      | 1     | 4     |
| 4     | Filipine                   | 2   | 0      | 0     | 2     |
| 5     | Brazilia                   | 1   | 2      | 1     | 4     |
| 6     | Italia                     | 1   | 1      | 3     | 5     |
| -     | Atleți individuali neutri  | 1   | 1      | 0     | 2     |
| 7     | Marea Britanie             | 1   | 0      | 2     | 3     |
| 8     | Algeria                    | 1   | 0      | 0     | 1     |
| 8     | Germania                   | 1   | 0      | 0     | 1     |
| 8     | Irlanda                    | 1   | 0      | 0     | 1     |
| 11    | Israel                     | 0   | 2      | 0     | 2     |
| 12    | Armenia                    | 0   | 1      | 0     | 1     |
| 12    | Bulgaria                   | 0   | 1      | 0     | 1     |
| 12    | Columbia                   | 0   | 1      | 0     | 1     |
| 12    | Kazahstan                  | 0   | 1      | 0     | 1     |
| 12    | Ucraina                    | 0   | 1      | 0     | 1     |
| 17    | Canada                     | 0   | 0      | 1     | 1     |
| 17    | Grecia                     | 0   | 0      | 1     | 1     |
| 17    | România                    | 0   | 0      | 1     | 1     |
| 17    | Taipeiul Chinez            | 0   | 0      | 1     | 1     |
| Total | Total                      | 18  | 18     | 19    | 55    |